# رضا عمرانی
رضا عمرانی، متولد یکم دی‌ماه ۱۳۴۱ در بهشهر، بازیگر تئاتر، كارگردان تئاتر و رادیو، نویسنده و گویندهٔ ایرانی است که بیشتر با صدای خود در عرصه‌ٔ گویندگی شناخته می‌شود.
پدرش، استاد ولی‌الله عمرانی (١٣٠٥-١٣٩٣) پيشكسوت تئاتر، سينما، تلويزيون و نوازندهٔ سازهای نی و سنتور بود. او آخرین بازمانده از نسل اول تئاتر مازندران بود. همین پیشینهٔ خانوادگی باعث شد رضا عمرانی همراه با دو برادرش، علی عمرانی و محمد عمرانی، به هنرمندان شناخته‌شده و محبوب ایرانی تبدیل شوند.

## فعالیت‌ها

#### رادیو
رضا عمرانی در مورد رادیو می‌گوید: «رادیو، حرف‌های یک اقلیتی در جامعه را می‌زند». او همچین معتقد است که رادیو تبدیل به بلندگویی برای ترویج اهداف و مقاصد خاص شده است که نتیجه آن از دست دادن بخشی از مخاطبان جامعه با نیازهای فرهنگی متفاوت است و ادامه می‌دهد که، «آن رادیویی می‌میرد که خیلی به نیازهای جامعه و مخاطبانش توجه نکند و تنها بخواهد حرف‌های یک اقلیتی را بزند.»
برخی از کارهای او در رادیو به شرح زیر است:
- روایت «مصائب نصرت كله‌پز» در رادیو نمایش[۵]
- «خوشمزه‌ترین فسنجان دنیا»[۶] در رادیو نمایش
- نمایش‌ رادیویی «پستخونه»[۷]
- نمایش رادیویی «کمال در عشق»
- سریال رادیویی «انتظار» [۸]
- نمایش رادیویی «کامیون بار»
- «صبح چهار فصل»
- تئاتر صوتی «به رویاهات بچسب»
- ژاک و اربابش، میلان کوندرا، در مقام بازیگر و کارگردان

#### نمایش صوتی
- نمایش صوتی بهرام گور به کارگردانی علی عمرانی و بازیگری رضا عمرانی و احمد آقالو
- نمایش صوتی فریدون و پسرانش به کارگردانی آشا محرابی
- نمایش صوتی افسانهٔ ایرج به کارگردانی صدرالدین شجره
- نمایش صوتی خورشید فرو می‌رود به کارگردانی محمد عمرانی
- سه خواهر، نوشتهٔ آنتوان چخوف، در مقام بازیگر و کارگردان
- اتاق ورونیکا، لوین، بازیگر و کارگردان
- کشتن مرغ مینا، هارپر لی، بازیگر و کارگردان
- زوربای یونانی، کازانتزاکیس، بازیگر و کارگردان
- ماجراهای شرلوک هلمز، کانن دویل، بازیگر و کارگردان
- زن خوب سچوان، برشت، بازیگر و کارگردان

#### تئاتر
- تئاتر بیژن و منیژه [۹]
- «نمایش بانوی محبوب من»[۱۰] به کارگردانی گلاب آدینه
- تئاتر روحوضی عاشقم باش، در مقام نویسنده و کارگردان

#### تئاتر کودک و نوجوان
- هر کسی شغلی داره، نمایش عروسکی، در مقام کارگردان
- شهر قشنگ بچه‌ها، نمایش عروسکی، در مقام کارگردان

## کتاب صوتی
رضا عمرانی یکی از راوی‌های شناخته‌شده نزد کاربران و مخاطبان کتاب صوتی در پلتفرم‌های مختلف است. او در حال حاضر، به‌ عنوان مشاور هنری و مدیر تولید در انتشارات کتاب صوتی ماه‌آوا فعالیت می‌کند.

#### برگزیده‌های آثار کتاب صوتی
رضا عمرانی نقش بسزایی در توسعه و ترویج فرهنگ کتابخوانی داشته است. او نه ‌تنها در ژانر ادبیات داستانی، بلکه در بسیاری ژانرهای کتاب‌های صوتی، حضوری پررنگ دارد. او با انتخاب‌های متنوع و توانایی خود در انتقال احساسات مختلف، به یکی از محبوب‌ترین گویندگان کتاب‌های صوتی در ایران تبدیل شده است. برخی از بهترین و محبوب‌ترین آثار او شامل موارد زیر است:
- کتاب صوتی کوری نوشتهٔ ژوزه ساراماگو
- کتاب صوتی خسرو و شیرین خسرو و شیرین
- کتاب صوتی عدل نوشتهٔ صادق چوبک
- کتاب صوتی هزار خورشید تابان نوشتهٔ خالد حسینی
- کتاب صوتی بینوایان نوشتهٔ ویکتور هوگو
- کتاب صوتی صد سال تنهایی اثر گابریل مارکز
- کتاب صوتی تهوع نوشتهٔ ژان پل سارتر
- کتاب صوتی «مدار صفر درجه» اثر احمد محمود